# Бикбаева, Анна Сергеевна
Анна Сергеевна Бикбаева (урожд. Блажко, 2 сентября 1994, Москва) — российский профессиональный игрок в настольный теннис, мастер спорта.  Четырёхкратная чемпионка России в парном, смешанном и командном разрядах. Чемпионка Европы в командах среди юниоров 2011, многократная победительница и призёр чемпионатов России, Москвы в личном, парном и командных соревнованиях в кадетском и юниорском возрасте, трёхкратный победитель Топ-12.
Участница Летних Универсиад 2015 и 2017 года.
С 2016 года выступает за Республику Татарстан.